# Veganismo
Veganismo é a prática de abster-se do uso de produtos animais e uma filosofia que condena a exploração animal. Um adepto deste modo de viver e dessa filosofia é conhecido como vegano ou vegana.
Como resultado de seus princípios éticos, veganos adotam uma dieta à base de plantas: excluem-se carne, leite e derivados, ovos, mel, ou qualquer outro produto proveniente de um animal. Como resultado, ela tende a conter um maior teor de fibra dietética, magnésio, ácido fólico, vitamina C, vitamina E, ferro, e fitonutrientes, mas um menor teor de gordura saturada, colesterol, ômega-3, vitamina D, cálcio, zinco, e vitamina B12 — sendo muitas vezes necessária suplementação ou ingestão de alimentos fortificados. Assim, uma dieta à base de plantas bem planejada é tida como apropriada para todas as fases da vida, incluindo infância e gravidez, como constatado por diversos grupos de pesquisa.
O veganismo, porém, não se restringe à alimentação: veganos não adquirem vestimentas e produtos derivados de peles de animais, como couro ou lã, e não frequentam lugares que utilizam animais para entretenimento, tais como rodeios ou zoológicos. Além disso, boicotam produtos cosméticos testados em animais, como determinados shampoos e maquiagens. No Brasil e em Portugal já é possível encontrar facilmente vários cosméticos veganos à venda. No entanto, o veganismo é flexível no caso do consumo de itens essenciais à saúde que foram testados em animais, tais como medicamentos e vacinas. Assim, grande parte da população vegana toma vacinas e medicamentos (mesmo quando estes são testados em animais) visto que não tomar vacinas e medicamentos constitui uma latente ameaça à saúde própria e à saúde alheia. O movimento vegano, portanto, não apenas aceita, como também frequentemente incentiva, o uso de vacinas e medicamentos essenciais à saúde.
A palavra "vegano" foi cunhada por Donald Watson e, sua então futura esposa, Dorothy Morgan em 1944. O interesse pelo veganismo aumentou significativamente na década de 2010.

## História

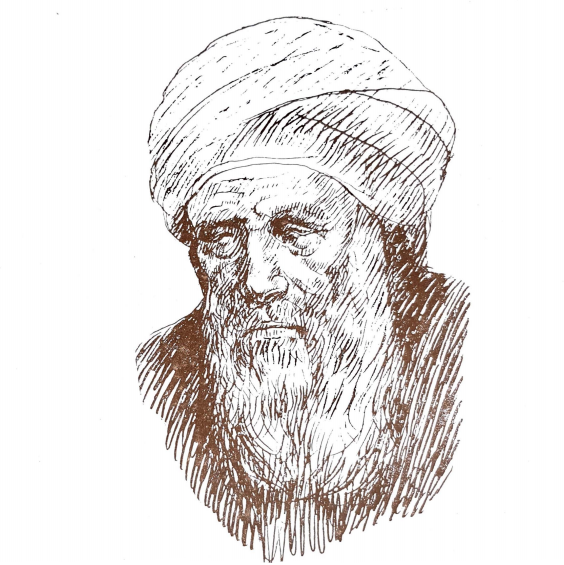
O poeta árabe Al-Ma'arri, um dos primeiros veganos conhecidos

### Origem
O vegetarianismo pode ser rastreado até a civilização do Vale do Indo, entre 3300–1300 a.C., no subcontinente indiano, particularmente no norte e oeste da Índia antiga. Os primeiros vegetarianos incluíam filósofos e imperadores indianos, e, mais tarde, alguns filósofos gregos. Pitágoras pode ter defendido uma forma primitiva de vegetarianismo estrito.
Um dos primeiros veganos conhecidos foi o poeta árabe al-Maʿarri (c. 973 – c. 1057), famoso por seu poema "Não Mais Roubo Da Natureza".

### O Vegetarianismo no Século XIX
O vegetarianismo se estabeleceu como um movimento significativo na Grã-Bretanha e nos Estados Unidos no século XIX. Uma minoria de vegetarianos evitou totalmente a alimentação animal.
Em 1813, o poeta Percy Bysshe Shelley publicou A Vindication of Natural Diet, defendendo a "abstinência de alimentos de origem animal", e em 1815, William Lambe, um médico londrino, afirmou que sua "dieta de água e vegetais" poderia curar qualquer coisa desde tuberculose a acne. Lambe chamou a alimentação animal de "irritação habitual" e argumentou que "beber leite e comer carne são apenas ramos de um sistema comum e devem permanecer ou cair juntos".
A dieta sem carne de Sylvester Graham — consistente principalmente de frutas, legumes, água e pão feito em casa com farinha moída — tornou-se popular como remédio de saúde na década de 1830 nos Estados Unidos.

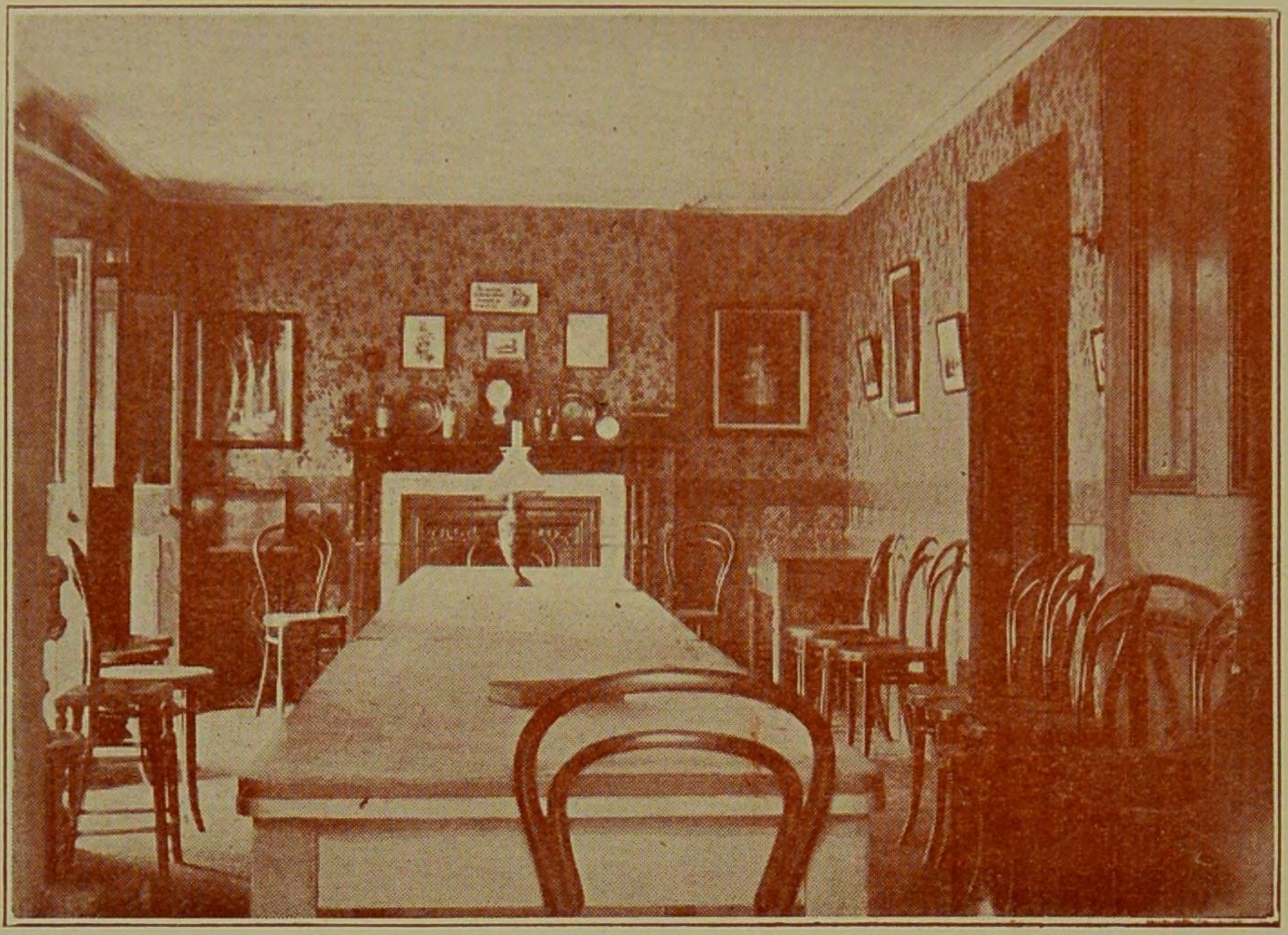
Interior da Northwood Villa, onde a Vegetarian Society foi fundada

#### A Vegetarian Society
Em 1843, membros da Alcott House criaram a Sociedade Britânica e Estrangeira para a Promoção da Humanidade e Abstinência de Alimentos de Origem Animal, liderada por Sophia Chichester, uma rica benfeitora da Alcott House. Alcott House também ajudou a estabelecer a Vegetarian Society do Reino Unido, que realizou sua primeira reunião em 1847 em Ramsgate, Kent. O Medical Times and Gazette em Londres relatou em 1884:
"Existem dois tipos de vegetarianos — um é uma forma extrema, cujos membros não comem nenhum produto de origem animal; e uma seita menos radical, que não se opõe a ovos, leite ou peixe. A Vegetarian Society [...] pertence à última divisão, mais moderada."
Um artigo na revista da Sociedade, o Vegetarian Messenger, em 1851 discutiu alternativas ao couro de sapato, o que sugere a presença de veganos entre os membros, não apenas na dieta. Na publicação de 1886 de A Plea for Vegetarianism and Other Essays, de Henry S. Salt, ele afirma que: "É bem verdade que a maioria — não todos — os reformadores de alimentos admitem em sua dieta alimentos de origem animal como leite, manteiga, queijo e ovos.". O consumo de leite e ovos tornou-se um campo de batalha nas décadas seguintes. Houve discussões regulares sobre isso no Vegetarian Messenger; parece pelas páginas de correspondência que muita da oposição ao veganismo veio de vegetarianos.

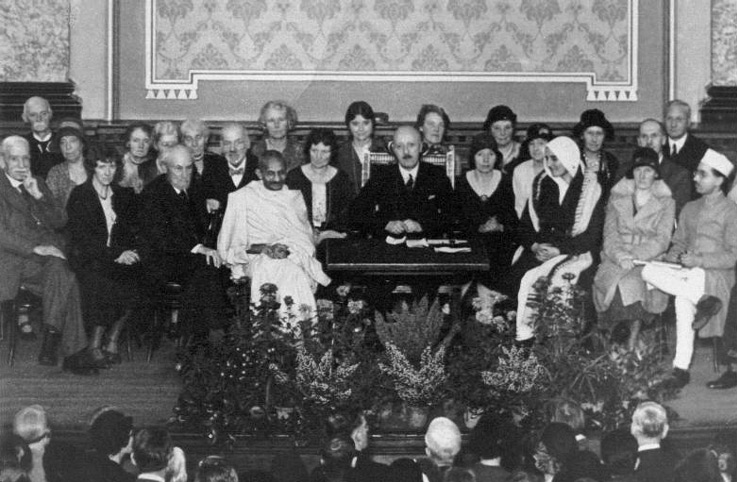
Mahatma Gandhi, Vegetarian Society, Londres, 20 de novembro de 1931.

Durante uma visita a Londres em 1931, Mahatma Gandhi — que se juntou ao comitê executivo da Vegetarian Society quando morou em Londres de 1888 a 1891 — fez um discurso à Sociedade argumentando que ela deveria promover uma dieta sem carne como uma questão de moralidade, não de saúde. Gandhi argumenta que aqueles que adotam a dieta vegetariana por saúde são os que mais costumam abandoná-la. Os lacto-vegetarianos reconheceram a consistência ética da posição vegana, mas consideraram uma dieta vegana impraticável e temeram que ela pudesse ser um impedimento para a disseminação do vegetarianismo se os veganos se encontrassem incapazes de participar de círculos sociais onde não houvesse comida não animal disponível.

### The Vegan Society
Em agosto de 1944, vários membros da Vegetarian Society pediram que uma seção de seu boletim fosse dedicada ao vegetarianismo não lácteo. Quando o pedido foi recusado, Donald Watson, secretário da filial de Leicester, criou um novo boletim trimestral em novembro de 1944, ao preço de dois pence. Ele o chamou de The Vegan News.
A palavra "vegan" foi inventada por Watson e Dorothy Morgan, uma professora com quem ele se casaria mais tarde. A palavra é formadas pelas “três primeiras e as duas últimas letras de 'Vegetarian'". O Vegan News perguntou a seus leitores se eles poderiam pensar em algo melhor do que vegan para representar "vegetariano não lácteo". Eles sugeriram allvega, neovegetarian, milkban, vitan, benevore, sanivores e beaumangeur.
A primeira edição atraiu mais de 100 cartas, incluindo de George Bernard Shaw, que resolveu se abster de ovos e laticínios. A The Vegan Society realizou sua primeira reunião no início de novembro no Attic Club, 144 High Holborn, Londres. Os presentes eram Donald Watson, Elsie B. Shrigley, Fay K. Henderson, Alfred Hy Haffenden, Paul Spencer e Bernard Drake, com Mme Pataleewa (Barbara Moore, uma engenheira russo-britânica) observando. O Dia Mundial do Veganismo é todo 1º de novembro para marcar a fundação da Sociedade e o mês de novembro é considerado pela Sociedade como o Mês Mundial do Veganismo.
The Vegan News mudou seu nome para The Vegan em novembro de 1945, quando já tinha 500 assinantes. Publicou receitas e uma lista de produtos sem origem animal, como cremes dentais, graxas para sapatos, artigos de papelaria e cola.
A The Vegan Society logo deixou claro que rejeitava o uso de animais para qualquer finalidade, não apenas na alimentação. Em 1947, Watson escreveu: "O vegano renuncia a ideia de que a vida humana dependa da exploração dessas criaturas cujos sentimentos são muito parecidos com os nossos". A partir de 1948, a primeira página do The Vegan dizia: "Defendendo a vida sem exploração", e em 1951, a Sociedade publicou sua definição de veganismo como "a doutrina de que o homem deve viver sem explorar os animais". Em 1956, seu vice-presidente, Leslie Cross, fundou a Plantmilk Society; e em 1965, como Plantmilk Ltd e mais tarde Plamil Foods, iniciou a produção de um dos primeiros leites de soja amplamente distribuídos no mundo ocidental.

### Definição
Desde 1988, a The Vegan Society apresenta a seguinte definição:
"Veganismo é uma filosofia e um estilo de vida que busca excluir — tanto quanto possível — todas as formas de crueldade e exploração animais: para alimentação, vestuário ou qualquer outro propósito; e, portanto, promove o desenvolvimento e uso de alternativas que beneficiem animais, humanos e o meio-ambiente. Em termos de dieta, denota a prática de dispensar todos os produtos derivados total ou parcialmente de animais."

## Interesse Crescente

### Movimentos para alimentação alternativa

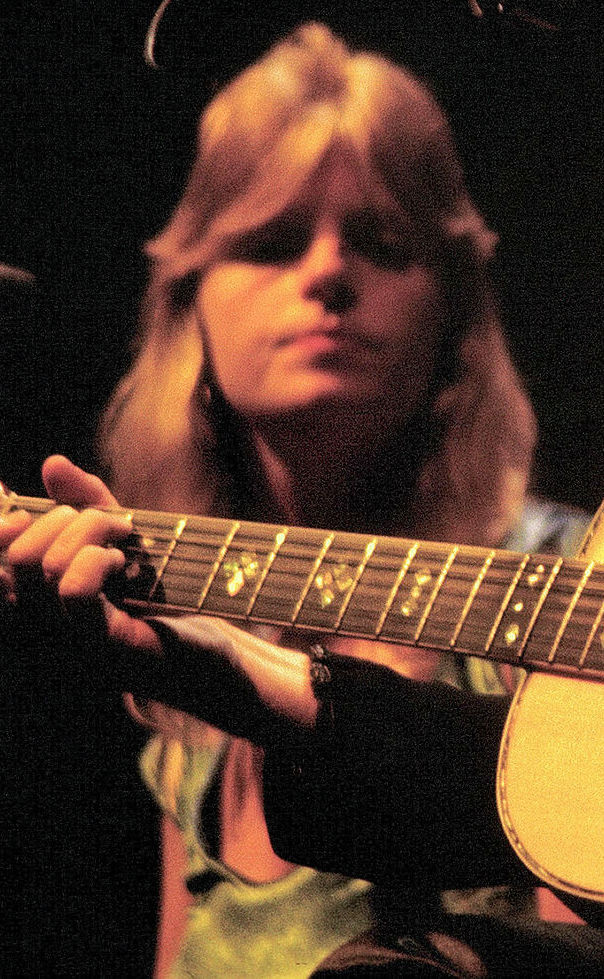
Linda McCartney, ativista dos Direitos dos Animais

Nas décadas de 1960 e 1970, um movimento de comida vegetariana emergiu como parte da contracultura nos Estados Unidos que se concentrava nas preocupações com a dieta, o meio ambiente e a desconfiança dos produtores de alimentos, levando a um crescente interesse no cultivo orgânico. Na década de 1980, Linda McCartney, que se tornou vegetariana junto com Paul McCartney em 1975, publicou seu primeiro livro de receitas vegetarianas, contribuindo significantemente para a popularização do vegetarianismo; além de contribuir com comerciais da PETA, a criação de uma empresa de comidas vegetarianas, e a música “Cow”, com essa temática. Os dois também apareceram em um episódio de The Simpsons, "Lisa the Vegetarian", no qual ajudam Lisa a se tornar vegetariana.

### Crescimento do veganismo
O veganismo, porém, tornou-se mais popular na década de 2010, especialmente na segunda metade. The Economist declarou 2019 "o ano do vegano". Cadeias de restaurantes começaram a marcar itens veganos em seus cardápios e os supermercados melhoraram sua seleção de alimentos veganos processados.

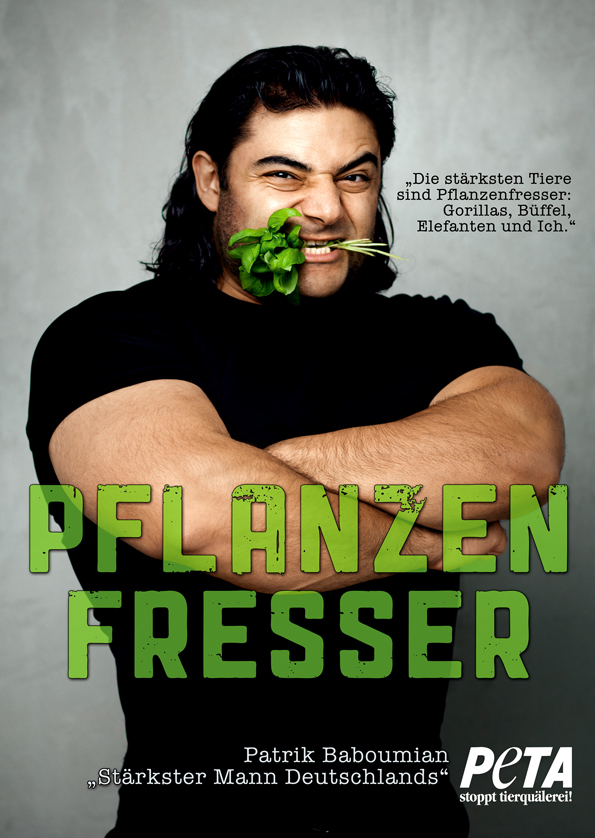
O alemão Patrik Baboumian, que estrelou o documentário de 2018 The Game Changers para demonstrar que os atletas podem prosperar com uma dieta vegana.

O mercado global de carne vegetal aumentou 18% entre 2005 e 2010, e nos Estados Unidos 8% entre 2012 e 2015. De Vegetarische Slager, o primeiro açougue vegetariano conhecido, vendendo carnes simuladas, foi inaugurado na Holanda em 2010. Desde 2017, mais de 12.500 redes de restaurantes começaram a oferecer produtos Beyond Meat e Impossible Foods, bem como da Fazenda Futuro e outras marcas no Brasil. As vendas de carne à base de plantas nos EUA cresceram 37% entre 2017 e 2019.
A partir dos anos 2000, vários documentários focados na alimentação à base de plantas e nos Direitos dos Animais foram produzidos, como Earthlings (2005), A Carne É Fraca (2005), Cowspiracy (2014), What The Health (2017), The Game Changers (2018) e Dominion (2018).
Em 2018, o livro The End of Animal Farming de Jacy Reese Anthis argumentou que o veganismo substituirá completamente os alimentos de origem animal até 2100. O livro foi destaque no The Guardian, The New Republic, e Forbes, entre outros jornais e revistas.
Em janeiro de 2021, 582.538 pessoas de 209 países e territórios se inscreveram no Veganuary, quebrando o recorde do ano anterior de 400.000. Nesse mesmo mês, o ONA na França se tornou o primeiro restaurante vegano do país a receber uma estrela Michelin. Ao longo do ano, outros 79 restaurantes à base de plantas em todo o mundo receberam estrelas Michelin. No final do ano, uma pesquisa realizada pelo The Guardian mostrou que um novo recorde de 36% do público britânico estava interessado no veganismo.

## Filosofia

### Ideologia
Ao contrário do que muitos acreditam, o veganismo não é uma dieta. É um conjunto de práticas focadas nos Direitos dos Animais que visa acabar com todas as formas de exploração e mercadorização desses. Entre essas práticas está, consequentemente:
- A adoção de uma alimentação à base de plantas, isto é, sem carne, ovos, leite e derivados, mel, ou qualquer outro produto proveniente de animais. A alimentação incorpora: vegetais, nozes, sementes, frutas, grãos, ervas, fungos, algas, entre outros;[52]
- O não uso de qualquer outro produto derivado, inteiramente ou em parte, de animais, como roupas de lã, couro, seda, penas, corantes animais, peles;[53] sabonetes de origem animal; gelatinas, lactose, entre outros;
- Evitar o uso de produtos testados em animais;[54]
- O boicote a instituições e atividades que exploram ou ferem animais, como zoológicos, parques temáticos, circos ou montaria;[55]
- Incentivar a fabricação e o uso de alternativas aos produtos animais;[1]
- A conscientização social do tratamento cruel dado a animais atualmente, e da necessidade de mudança.

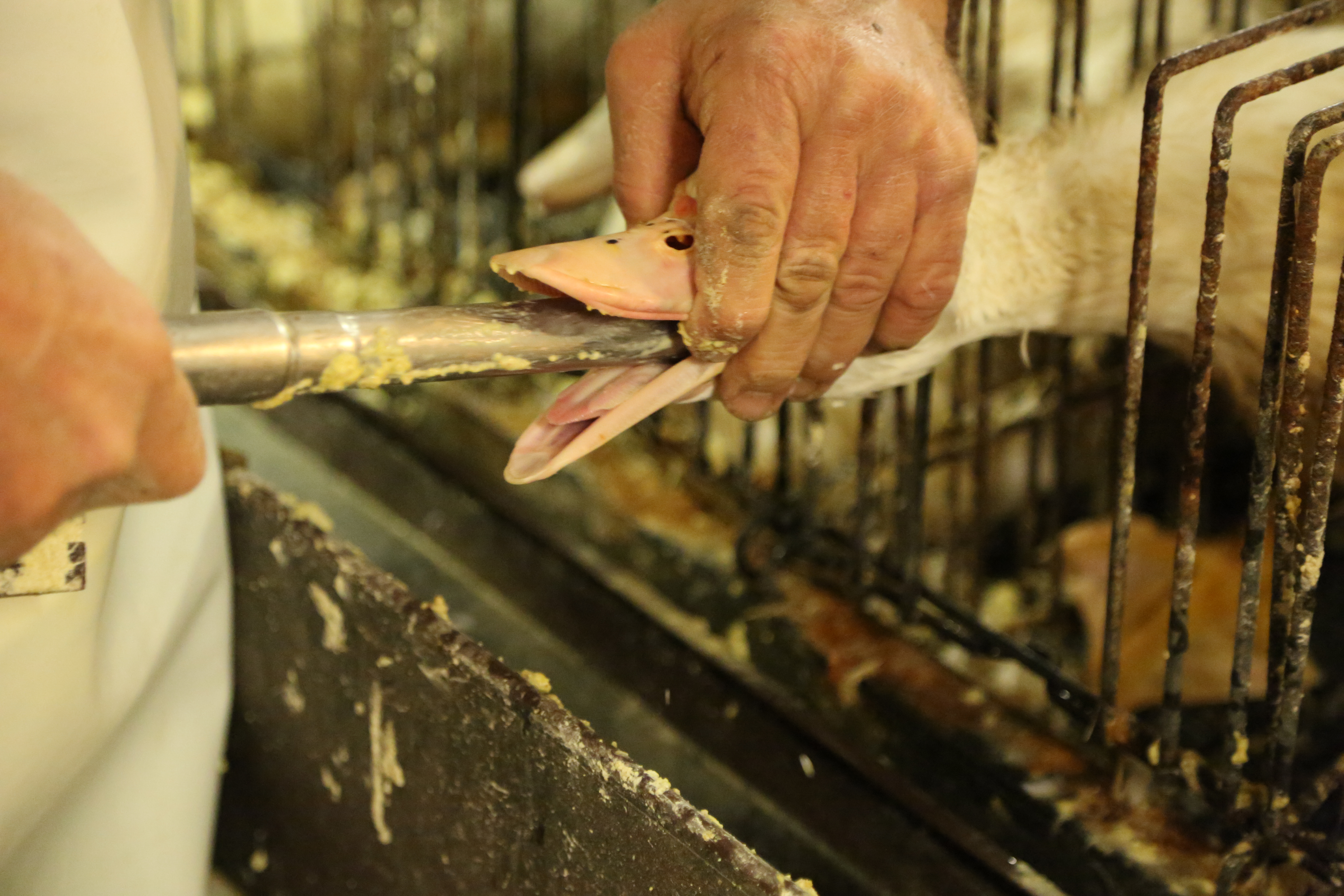
Alimentação forçada para produção de foie gras.

Veganos também se referem às outras espécies como "animais não humanos" ou "seres sencientes", uma vez que eles têm uma consciência semelhante à consciência humana, declaração dada como verificada e reconhecida na "Declaração de Cambridge sobre a Consciência em Humanos e não Humanos", assim, para eles, é incorreto distingui-los dos seres humanos como "animais irracionais".

### Exploração animal
Os métodos de processamento animal em massa levam a sofrimento animal, resultados de tratamentos cruéis como confinamento, alimentação forçada ou inadequada, separação de famílias, estupro por inseminação, aglomeração excessiva e abate. Ao contrário do que muitas pessoas creem, a produção de ovos e a produção de leite também envolvem a morte intencional (ou abate) de animais.

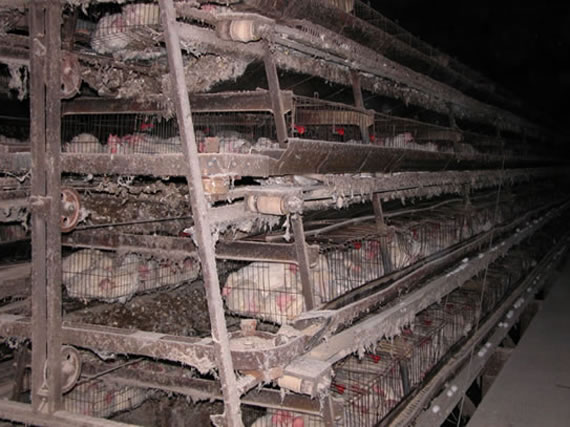
Os métodos de criação animal são considerados altamente antiéticos pela maioria dos veganos

Por exemplo, uma prática muito comum na indústria de ovos consiste em separar os pintinhos recém-nascidos de acordo com seu sexo, e, uma vez que pintinhos machos são inúteis para a indústria (pois não põem ovos e são de uma 'raça' de porte muito pequeno para ter sua carne utilizada), tais pintinhos são mortos — muitas vezes sendo triturados por uma lâmina industrial ou sendo colocados aos montes em uma sacola de lixo para que sufoquem com seu peso. Na indústria do leite, por sua vez, é extremamente comum que as vacas leiteiras sejam levadas ao matadouro quando passam a ser consideradas "improdutivas", isto é, quando sua produção de leite diminui a ponto de o animal não ser mais considerado lucrativo ou quando as vacas não conseguem engravidar com facilidade.

## Saúde e Alimentação

### Carnes vegetais

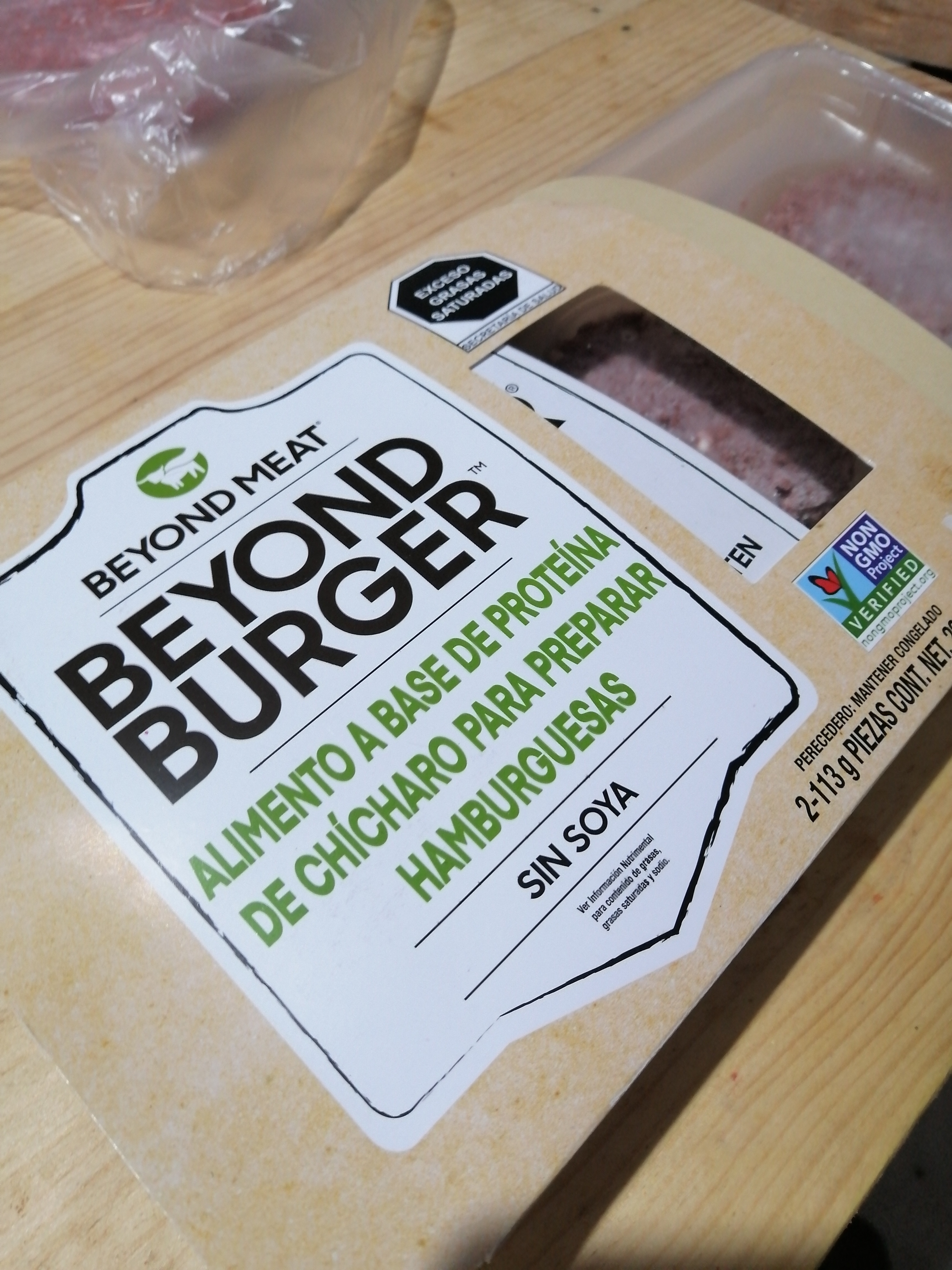
Carnes à base de plantas se tornaram cada vez mais populares

Alternativas de carne vegana são comumente vendidas em formas como salsichas vegetais, carne moída ou hambúrgueres vegetais. Geralmente são feitos de soja, seitan (glúten de trigo), feijão, lentilha, arroz, cogumelos ou vegetais. Substitutos de carne foram feitos na China desde pelo menos a dinastia Tang (618 a 907 da era comum), incluindo pato simulado feito de seitan. Eles são muito mais recentes nos países ocidentais. Alguns produtores ocidentais famosos de alternativas veganas à carne incluem a Impossible Foods, a Beyond Meat e, no Brasil, a Fazenda Futuro. No entanto, no final de 2010, muitos produtores de carne e supermercados também começaram a fazer suas próprias marcas de substitutos de carne vegana.
Substitutos de peixes, como atum, também já são comercializados no Brasil.

### Leites e derivados vegetais
Leites vegetais – como leite de soja, leite de amêndoa, leite de caju, leites de grãos (leite de aveia, leite de linhaça e leite de arroz) e leite de coco – são usados no lugar do leite de vaca ou cabra. O leite de soja fornece cerca de 7g de proteína por xícara (240 ml), em comparação com 8g de proteína por xícara de leite de vaca. O leite de amêndoa é mais baixo em energia dietética, carboidratos e proteínas. O leite de soja não deve ser usado como substituto do leite materno para bebês. Bebês que não são amamentados podem ser alimentados com fórmula infantil comercial, normalmente à base de leite de vaca ou soja.

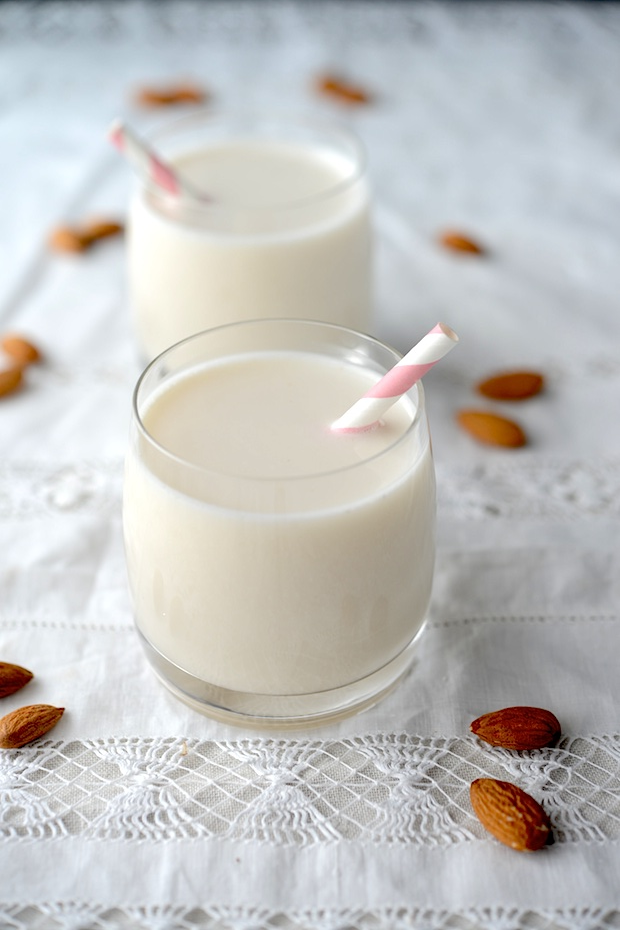
Entre as alternativas de leite vegetal está o leite de amêndoa

Manteiga e margarina podem ser substituídas por produtos veganos alternativos. Os queijos veganos são feitos de sementes, como gergelim e girassol; nozes, como caju, pinhão e amêndoa; e soja, óleo de coco, levedura nutricional, tapioca, e arroz, entre outros ingredientes; e pode replicar a capacidade de fusão do queijo lácteo. A levedura nutricional é um substituto comum para o sabor do queijo em receitas veganas. Substitutos do queijo podem ser feitos em casa. Produtos de iogurte e creme podem ser substituídos por produtos à base de plantas, como iogurte de coco.

### Posição de associações
A Academy of Nutrition and Dietetics e o Dietitians of Canada afirma que dietas à base de plantas adequadamente planejadas são apropriadas para todas as fases da vida, incluindo gravidez e amamentação. O National Health and Medical Research Council, da Austrália, também reconhece uma dieta à base de plantas bem planejada como viável para qualquer idade, assim como a British Dietetic Association, British National Health Service e a Canadian Pediatric Society.
A Sociedade Alemã de Nutrição não recomenda uma dieta à base de plantas para bebês, crianças e adolescentes, ou para gravidez ou amamentação.

### Nutrientes e possíveis deficiências
As dietas à base de plantas tendem a ser ricas em fibras dietéticas, ácido fólico, vitaminas C e E, potássio, magnésio e gorduras insaturadas. No entanto, não consumir produtos de origem animal aumenta o risco de deficiências de vitaminas B12 e D, cálcio, ferro e ômega-3.
A Academy of Nutrition and Dietetics afirma que pode ser necessária atenção especial para garantir que uma dieta à base de plantas forneça quantidades adequadas de vitamina B12, ômega-3, vitamina D, cálcio, iodo, ferro e zinco. Ela também afirma que a preocupação de que veganos e atletas veganos possam não consumir uma quantidade e qualidade adequadas de proteína é infundada.
Esses nutrientes estão disponíveis em alimentos vegetais, com exceção da vitamina B12, que pode ser obtida apenas de alimentos ou suplementos veganos enriquecidos com B12. O iodo também pode exigir suplementação, como o uso de sal iodado. A deficiência de vitamina B12 ocorre em até 80% de todos os veganos em alguns países asiáticos.

## Política e Ativismo

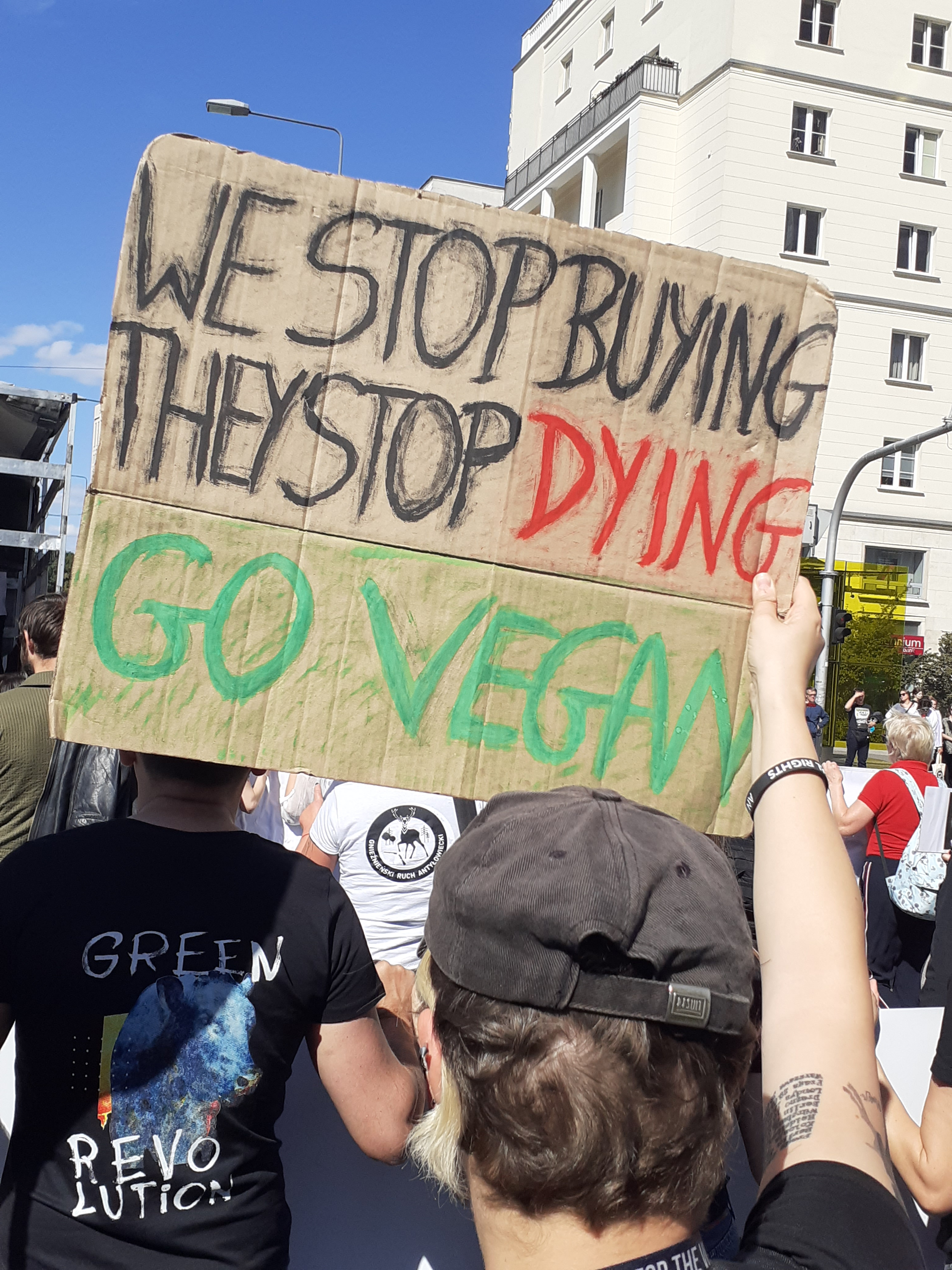
Protesto vegano. O cartaz diz: "Nós paramos de comprar, eles param de morrer — junte-se ao veganismo"

Em 2021, a ativista climática vegana Greta Thunberg pediu mais produção e consumo de alimentos veganos em todo o mundo. Partidos como o Tierschutzpartei, na Alemanha e o PACMA na Espanha têm agendas pró-veganas. Eles cooperam através da Animal Politics EU. Na União Europeia, produtores de carne e veganos discutem se os produtos alimentícios veganos devem ser autorizados a usar títulos como "salsichas" ou "hambúrgueres" para alimentos veganos. Atualmente, a UE proíbe a rotulagem com palavras relacionadas a laticínios, como "leite de amêndoa", uma regra estabelecida em 2017. A partir de 2019, seis países na Europa aplicaram taxas de imposto sobre valor agregado (IVA) mais altas ao leite vegetal vegano do que ao leite de vaca, o que os ativistas pró-veganos chamaram de discriminação.

## Demografia

### Por país
- Alemanha: Uma pesquisa encomendada pelo governo indica que, a partir de 2021, 2% dos residentes alemães seguem uma dieta vegana, com taxas de incidência mais altas entre os mais jovens, menos escolarizados (pessoas que concluíram sua educação formal com graduação na Hauptschule) e residentes de ex- Alemanha Ocidental.[78]
- Austrália: Os australianos lideraram as pesquisas mundiais do Google pela palavra "vegan" entre meados de 2015 e meados de 2016. Um estudo da Euromonitor International concluiu que o mercado de alimentos veganos embalados na Austrália aumentaria 9,6% ao ano entre 2015 e 2020, tornando a Austrália o terceiro mercado vegano de crescimento mais rápido, atrás da China e dos Emirados Árabes Unidos.[79]
- Áustria: Em 2013, Kurier estimou que 0,5% dos austríacos praticavam o veganismo e, na capital, Viena, 0,7%.[80]
- Bélgica: Um estudo online iVOX de 2016 descobriu que de 1.000 residentes de língua holandesa de Flandres e Bruxelas de 18 anos ou mais, 0,3% eram veganos.[81]
- Brasil: Segundo pesquisa do IBOPE publicada em abril de 2018, 14% dos brasileiros,[82] ou cerca de 30 milhões de pessoas, se consideravam vegetarianos, sendo 7 milhões deles veganos.[83]
- Canadá: Em 2018, uma pesquisa estimou que 2,1% dos canadenses adultos se consideravam veganos.[84]
- Estados Unidos: Um relatório da GlobalData, estimou que "6% dos consumidores dos EUA agora afirmam ser veganos, contra apenas 1% em 2014". Quase 59% dos entrevistados veganos eram mulheres. De acordo com a Gallup, os americanos negros têm três vezes mais chances de serem veganos e vegetarianos do que os brancos em julho de 2018 (9% em comparação com 3%).[85]
- Índia: Na Pesquisa Nacional de Saúde de 2005–06, 1,6% da população pesquisada relatou nunca ter consumido produtos de origem animal. O veganismo foi mais comum nos estados de Gujarat (4,9%) e Maharashtra (4,0%).[86]
- Israel: Cinco por cento (aproximadamente 300.000) em Israel disseram que eram veganos em 2014, tornando-se a maior população vegana per capita do mundo.[87] O exército israelense fez provisões especiais para soldados veganos em 2015, o que incluiu o fornecimento de botas sem couro e boinas sem lã.[88] O veganismo também simplifica a adesão à proibição judaica de combinar carne e leite nas refeições.
- Itália: Entre 0,6 e 3 por cento dos italianos foram relatados como veganos em 2015.[89]
- Países Baixos: Em 2018, a Sociedade Holandesa de Veganismo (Nederlandse Vereniging voor Veganisme, NVV) estimou que havia mais de 100.000 veganos holandeses (0,59 por cento), com base no crescimento de seus membros. Em julho de 2020, o NVV estimou o número de veganos na Holanda em 150.000. Isso é aproximadamente 0,9% da população holandesa.[90]
- Reino Unido: A The Vegan Society, com sede no Reino Unido, que realiza sua própria pesquisa regular, descobriu em 2018 que havia 600.000 veganos na Grã-Bretanha (1,16%), o que foi visto como um dramático aumento em números anteriores.[91][92]
- Romênia: Os seguidores da Igreja Ortodoxa Romena mantêm jejum durante vários períodos ao longo do calendário eclesiástico, totalizando a maior parte do ano. Na tradição ortodoxa romena, os devotos se abstêm de comer qualquer produto animal durante esses tempos. Como resultado, os alimentos veganos são abundantes nas lojas e restaurantes; no entanto, os romenos podem não estar familiarizados com uma dieta vegana como uma opção de estilo de vida em tempo integral.[93]
- Suécia: Quatro por cento disseram que eram veganos em uma pesquisa Demoskop de 2014.[94]
- Suíça: A empresa de pesquisa de mercado DemoSCOPE estimou em 2017 que três por cento da população era vegana.[95]